# Lawrence Livermore National Laboratory
Het Lawrence Livermore National Laboratory (LLNL) is een door de Amerikaanse federale overheid gefinancierd onderzoeks- en ontwikkelingscentrum in Livermore (Californië), Verenigde Staten. Het laboratorium werd oorspronkelijk opgericht in 1952 en wordt nu gesponsord door het United States Department of Energy en privé beheerd door Lawrence Livermore National Security, LLC.
Het laboratorium werd oorspronkelijk opgericht als het University of California Radiation Laboratory, Livermore Branch in 1952 als reactie op de detonatie van de eerste atoombom van de Sovjet-Unie tijdens de Koude Oorlog. In 1971 werd het autonoom en in 1981 kreeg het de status van nationaal laboratorium.
De Livermore-faciliteit werd mede opgericht door Edward Teller en Ernest Lawrence, destijds directeur van het Radiation Laboratory in Berkeley.

## Overzicht
LLNL is een onderzoeks- en ontwikkelingsinstituut voor wetenschap en technologie met betrekking tot de nationale veiligheid. De belangrijkste verantwoordelijkheid is het waarborgen van de veiligheid, beveiliging en betrouwbaarheid van het Amerikaans kernwapenarsenaal door de toepassing van geavanceerde wetenschap, techniek en technologie. Het laboratorium past zijn speciale expertise en multidisciplinaire capaciteiten ook toe om de verspreiding en het gebruik van massavernietigingswapens te voorkomen, de binnenlandse veiligheid te versterken en andere nationaal belangrijke problemen op te lossen, waaronder energie- en milieubehoeften, wetenschappelijk onderzoek en voorlichting, en economisch concurrentievermogen.
Het laboratorium bevindt zich op een terrein van 2,6 vierkante kilometer aan de oostelijke rand van Livermore. Het heeft ook een afgelegen experimentele testlocatie van 28 vierkante kilometer die bekendstaat als Site 300, gelegen op ongeveer 24 km ten zuidoosten van de belangrijkste laboratoriumlocatie. LLNL heeft een jaarlijks budget van ongeveer 2,7 miljard dollar en een staf van bijna 9000 werknemers.